# Tacoma
 For alternative betydninger, se Tacoma (flertydig). (Se også artikler, som begynder med Tacoma)
Tacoma er en by i den centrale del af delstaten Washington i det nordvestlige USA. Tacoma har 219.346(2020) indbyggere, og er dermed den tredjestørste by i staten Washington. Den ligger ved fjorden Puget Sound og er hovedsæde for Pierce County. Det smalle stræde Tacoma Narrows deler byen i to dele, der forbindes af hængebroen Tacoma Narrows-broen.